# ساتوشي يوشيأوكا
ساتوشي يوشيأوكا (باليابانية: 吉岡 聡) (6 يوليو 1987 في غونما في اليابان – )؛ هو لاعب كرة قدم ياباني سابق كان يلعب كلاعب وسط.

## وصلات خارجية
- ساتوشي يوشيأوكا على موقع رابطة كرة القدم اليابانية للمحترفين (اليابانية)